# سندبادنامه
کتاب سِندبادنامه طی دوره‌های گذشته با نام‌های گوناگونی مانند: کتاب حکیم سندباد، داستان هفت‌وزیر، کتاب مکرالنساء، حکایت وزراء سبعه و … نامیده می‌شده و امروزه به نام سندبادنامه مشهور است.

## سیر تاریخی کتاب سندباد
چون سندبادنامه مورد علاقهٔ مردم بوده است، در دوره‌های مختلف توسط شاعران و نویسندگان ویرایش شده‌است.
- سندبادنامهٔ منظوم  رودکی

رودکی شاعر قرن چهارم هجری داستان سندبادنامه را منظوم ساخته‌است ولی امروز تنها چند بیت از آن باقی‌مانده‌است.
- ترجمهٔ ابوالفوارس فناروزی

کتاب سندبادنامه به فرمان نوح‌بن نصر سامانی در سال ۳۳۹ هجری قمری توسّط ابوالفوارس فناروزی به فارسی سادهٔ دری ترجمه شده‌است. این ترجمه از بین رفته‌است.
- سندبادنامهٔ منظوم ازرقی هروی

ازرقی هروی شاعر نیمهٔ دوم قرن پنجم سندبادنامه را منظوم ساخته‌است. این ترجمه از بین رفته‌است.
- تحریر ظهیری سمرقندی

ظهیری سمرقندی از کاتبان بزرگ ایران در قرن ششم هجری قمری است که سندبادنامه را از صورت ساده به نثر فنی آراسته کرد.
ظهیری سمرقندی این کتاب را با بهره‌گیری از آیات قرآن، حدیث‌ها، سروده‌ها و زبانزدهای فارسی و عربی، آرایه‌های گوناگون ادبی و آن گونه که در آن دوره معمول بوده‌است، به نثر فنی آراسته‌است.
- سندبادنامهٔ منظوم جلال عضد[۳][۴]

## تصحیح و ویرایش
کتاب سندبادنامه در سال ۱۹۴۸ میلادی توسّط احمد آتش در ترکیه تصحیح شده‌است که خالی از اشکال نبود.
تصحیح دیگری در سال ۱۳۸۱ در ایران توسّط مرکز پژوهشی میراث مکتوب و با همکاری مرکز بین‌المللی گفتگوی تمدن‌ها به چاپ رسیده‌است. این کتاب توسط محمدباقر کمال‌الدینی تصحیح شده‌است. بازنویسی این کتاب با روایتی ساده و روان به‌وسیلهٔ مهدی نصیری دهقان با عنوان شاهزاده و هفت وزیر فرزانه توسّط انتشارات شانی در سال ۱۳۸۹ منتشر شده‌است.
و نیز کتاب یادداشت‌های سندبادنامه تألیف علی‏‌محمد هنر، اثری است که به شرح دشواری‌های سندبادنامه پرداخته و بسیاری از دشواری‌ها و مشکلات سندبادنامه را حل کرده است.

## درون‌مایه
سندبادنامه در موضوع آداب کشورداری و رفتار با رعیت است و از دیدگاه ساختار با کلیله و دمنه همانندی دارد، یعنی یک داستان اصلی که در ضمن آن داستان‌ها و قصّه‌های دیگری نیز می‌آید و آن داستان اصلی شبیه داستان سیاوش و سودابه و قصّهٔ یوسف و زلیخا است.

## خلاصهٔ داستان
مجموعه حکایت‌ها و داستان‌های پندآموز است که به‌صورت پی‌درپی آمده و هدف آن به‌ظاهر آگاه ساختن پادشاه و در واقع تنبیه و تَنَبُّه خواننده‌است. روند داستان دربارهٔ حکومت پادشاهی عادل به نام کوردیس است که در کشور هندوستان حکمرانی می‌نموده و پس از آن‌که فرزندش تا سنّ جوانی هیچ علمی نیاموخت، حُکما و فلاسفه گرد آمدند و تدبیری اندیشیده وی را توسّط یکی از آنان که سِندباد نام داشت، آموزش دادند. آنگاه تا رفع بلا و قضای آسمانی، هر روز به‌صورتی وزیران برای پادشاه حکایتی نقل می‌کردند و در انتهای کار نیز کلمات حکمت‌آموزی که لازمهٔ حکومت است، در هشت‌بند به‌عرض پادشاه رساندند. داستان سِندبادنامه با شکرگزاری پادشاه به داشتن فرزندی آراسته به‌زیور حکمت و کناره‌گیری از سلطنت به نفع وی و پرداختن به آخرت خاتمه یافته‌است.